# Drhovle Zámek
Drhovle Zámek je malá vesnice, část obce Drhovle v okrese Písek v Jihočeském kraji. Nachází se asi půl kilometru severovýchodně od Drhovle. Drhovle Zámek leží v katastrálním území Drhovle o výměře 4,9 km².

## Historie
První písemná zmínka o vesnici pochází z roku 1323.

## Obyvatelstvo
| Rok            | 1869 | 1880 | 1890 | 1900 | 1910 | 1921 | 1930 | 1950 | 1961 | 1970 | 1980 | 1991 | 2001 | 2011 | 2021 |
| -------------- | ---- | ---- | ---- | ---- | ---- | ---- | ---- | ---- | ---- | ---- | ---- | ---- | ---- | ---- | ---- |
| Počet obyvatel | 166  | 135  | 152  | 149  | 142  | 145  | 82   | 26   | 143  | 130  | 177  | 210  | 191  | 115  | 115  |
| Počet domů     | 4    | 5    | 5    | 5    | 5    | 9    | 5    | 5    | 5    | 7    | 8    | 9    | 12   | 10   | 8    |

## Pamětihodnosti
Dominantou osady je zámek Drhovle, který slouží jako domov pro seniory.